# Gyalopion canum
Gyalopion canum är en ormart som beskrevs av Cope 1861. Gyalopion canum ingår i släktet Gyalopion, och familjen snokar. Inga underarter finns listade.

## Utseende
De flesta exemplaren blir upp till 28 cm långa. Arten har en beige till orangebrun grundfärg och 25 till 48 bruna tvärstrimmor på ryggen som har mörkare kanter. Den vita undersidan kan ha laxfärgade nyanser vid buken. Typisk är en uppåt riktat nos och mjuka fjäll. Arter av släktet svinsnokar (Heterodon) har däremot grova fjäll.

## Utbredning
Gyalopion canum förekommer i södra USA och norra Mexiko i Nordamerika. Arten lever i kulliga regioner och på högplatå mellan 300 och 2100 meter över havet. De vistas i öppna skogar, gräsmarker och halvöknar. Gyalopion canum gräver i lövskiktet och i det översta jordlagret. Typiska växter i regionern är Pinus cembroides, arter av ensläktet och kreosotbuske.

## Ekologi
Exemplaren gömmer sig bakom stenar eller i jordhålor. De delar reviret med Crotalus viridis, Diadophis punctatus, Salvadora grahamiae, Sonora semiannulata och arter av släktet Tantilla. Individer som känner sig hotade höjer bakkroppen och skapar med analöppningen ett ljud som liknar "plopp". De kan även slå till med huvudet men de biter inte. Gyalopion canum är främst nattaktiv och den syns ibland på dagen.

## Hot
För beståndet är inga hot kända. Hela populationen anses vara stabil. IUCN kategoriserar arten globalt som livskraftig.